# Jacinto Cayco
Jacinto Cayco, detto Jack (1924 – 17 febbraio 2021), è stato un nuotatore filippino, che ha partecipato alle Olimpiadi di Londra 1948, gareggiando nei 200m rana.
Ai I Giochi asiatici, ha partecipato come nuotatore, vincendo 1 oro nei 200m sl e 1 oro nella Staffetta 3x100 mista.
Era il fratello dell'anch'esso nuotatore olimpico Pedro Cayco.